# Guo Qing
Guo Qing (16 de mayo de 2000) es una deportista china que compite en taekwondo.
Participó en los Juegos Olímpicos de París 2024, obteniendo una medalla de plata en la categoría de –49 kg.
Ganó una medalla de plata en el Campeonato Mundial de Taekwondo de 2022 y una medalla de oro en el Campeonato Asiático de Taekwondo de 2022. En los Juegos Asiáticos de 2022 obtuvo una medalla de plata en la categoría de –49 kg.

## Palmarés internacional
| Juegos Olímpicos    | Juegos Olímpicos          | Juegos Olímpicos | Juegos Olímpicos |
| Año                 | Lugar                     | Medalla          | Categoría        |
| ------------------- | ------------------------- | ---------------- | ---------------- |
| 2024                | París (Francia)           | Medalla de plata | –49 kg           |
| Campeonato Mundial  |                           |                  |                  |
| Año                 | Lugar                     | Medalla          | Categoría        |
| 2022                | Guadalajara (México)      | Medalla de plata | –49 kg           |
| Juegos Asiáticos    |                           |                  |                  |
| Año                 | Lugar                     | Medalla          | Categoría        |
| 2022                | Hangzhou (China)          | Medalla de plata | –49 kg           |
| Campeonato Asiático |                           |                  |                  |
| Año                 | Lugar                     | Medalla          | Categoría        |
| 2022                | Chuncheon (Corea del Sur) | Medalla de oro   | –49 kg           |